# Мун Чже Ін
Мун Чже Ін (кор. 문재인, 文在寅, Mun Jaein, Mun Chaein; нар. 24 січня 1953) — корейський правник і політик, голова парламенту, президент Республіки Корея з 10 травня 2017

до 10 травня 2022.

## Походження та навчання
Мун Чже Ін народився 24 січня 1953 року на острові Коджедо. Його батько був біженцем з Північної Кореї, евакуйованим із його рідного міста Хамхин у грудні 1950 року під час Корейської війни при відступі військ ООН під ударами китайської армії. Мун Чже Ін навчався в середній школі Кьоннам у Пусані, яка вважається однією з найпрестижніших шкіл за межами Сеула.
Вступив до університету Кьонхі, де спеціалізувався на бакалавраті з юриспруденції. Був заарештований і виключений з університету, коли організував студентський протест проти конституції Юсін. Під час служби в армії у складі десантних військ командування силами спеціальних операцій сухопутних військ Республіки Корея (південнокорейських сил спеціального призначення), брав участь у конфлікті в Пханмунджомі 1976 року.

## Юридична практика
Після служби в армії склав державний іспит на право займатись юридичною практикою та був прийнятий до інституту підготовки судових кадрів. Попри те, що Мун Чже Ін був другим за успішністю на своєму курсі, він не отримав дозволу працювати суддею через участь в організації студентських протестів, тому обрав професію адвоката.
Ставши адвокатом, співпрацював з майбутнім президентом Республіки Корея Но Му Хьоном. Вони залишалися друзями до смерті Но Му Хьона 2009 року.
Мун Чже Ін працював старшим радником з цивільних питань та з питань громадянського суспільства Адміністрації президента Південної Кореї. Був головою Адміністрації президента Південної Кореї.

## Громадська діяльність
- Голова комісії з прав людини Спілки юристів Пусана
- Голова філії організації «Юристи за демократичне суспільство» в Пусані та провінції Кьонсан-Намдо
- Постійний член Пусанської демократичної цивільної ради
- Постійний член організації «Народний рух за демократію»
- Професор Корейського національного університету океанології
- Голова правління Фонду Но Мухьона
- Член Національних зборів Республіки Корея 19-го скликання від муніципального округу Сасангу міста Пусан.

## Творчість
- Опублікував мемуари «Доля Мун Чже Іна», які стали бестселером.

## Політична діяльність
В 2012—2016 роках був депутатом Національних зборів Республіки Корея 19-го скликання від муніципального округу Сасангу міста Пусан.

### Вибори 2012 року
В 2012 році був висунутий кандидатом від опозиції під час президентських виборів, але, набравши 48 % голосів, поступився Пак Кин Хє, доньці колишнього авторитарного президента Пак Чон Хі, яка представляла на виборах правлячу партію Сенурі.

### Вибори 2017 року
У дострокових виборах Президента Південної Кореї після імпічменту Пак Кин Хе, призначених на 9 травня 2017 року, Мун Чже Ін був зареєстрований як кандидат від Демократичної партії Тобуро.
Екзит-поли прогнозували, що він набере 41,4 % голосів виборців.
За остаточними даними Національної виборчої комісії Республіки Корея, Мун Чже Ін заручився підтримкою 13 423 800 голосів виборців, що становить 41,08 %. Представник консервативної Партії вільної Кореї Хон Чжун Пхе набрав 24,03 % голосів (7,85 млн виборців), а кандидат від Народної партії Ан Чхоль Су — 21,41 % голосів. Явка на виборах склала 77,2 %.